# Porto (DOC)
Pour les articles homonymes, voir Porto (homonymie).
Le porto est un vin muté portugais, produit uniquement dans la région du Haut Douro, à cent kilomètres en amont de la ville dont il tire son nom, entre Peso da Régua et la frontière espagnole. Le mot porto est un onomastisme, puisqu'il provient du nom de la ville de même nom. La basse vallée du fleuve, au voisinage de Porto, n'est pas le domaine du vin de ce nom mais celui du vinho verde, le climat local ne permettant pas au raisin d'atteindre ici sa pleine maturité.
La vigne est essentiellement exploitée par de petits producteurs, possédant chacun une petite parcelle, appelée quinta.

## Histoire

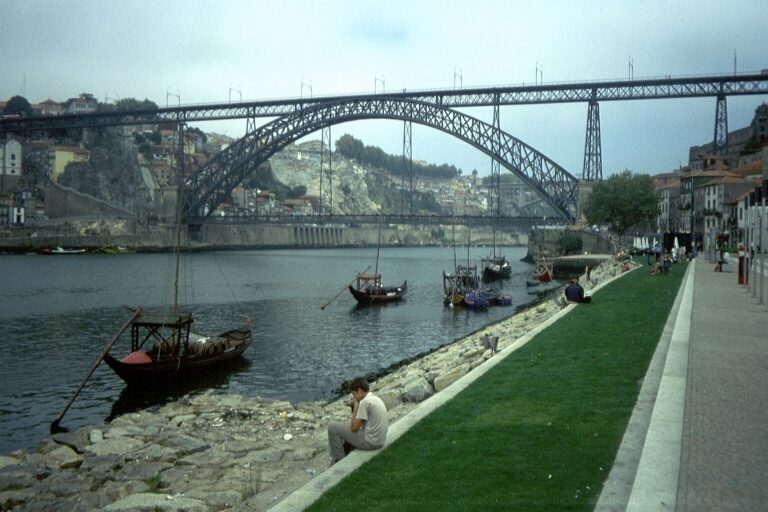
Vieux rabelos ancrés à Vila Nova de Gaia.

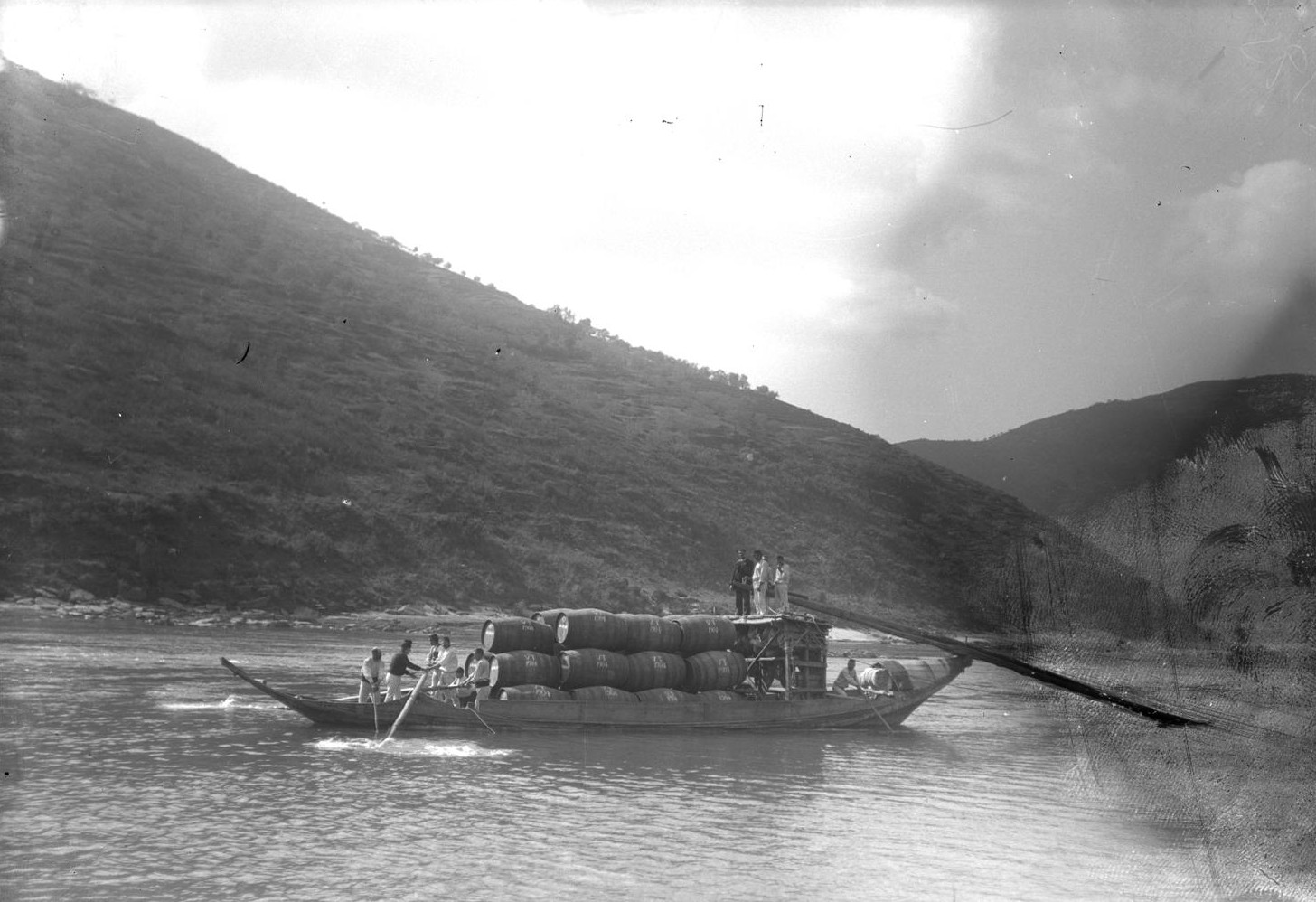
Un rabelo transportant des fûts de vin sur le Douro au début du XXe siècle.

Le vin est produit dans la vallée du Douro depuis l'Antiquité mais ce n'est qu'au XVIIe siècle qu'apparaît l'appellation « vin de Porto ».
Il connut à cette époque un grand succès en Angleterre. À la suite d'un embargo proclamé par le premier ministre de Louis XIV, Colbert, envers le roi d'Angleterre, les Anglais se trouvent privés de leur vin favori qu'est le « clairet » de Bordeaux, et découvrent au Portugal des vins de qualité similaire. Avec le traité de Methuen (1703), traité de coopération militaire, diplomatique et économique, ils obtiennent le privilège de fonder au Portugal des maisons de négoce en échange de la baisse des taxes sur le vin de Porto. Mais il reste cher et en concurrence avec les vins français. De plus, il supporte mal le voyage. On avait déjà l'habitude d'y ajouter de l'eau-de-vie pour qu'il supporte le transport. C'est alors qu'un marchand anglais, Jean Beardsley, a l'idée d'en augmenter le degré en ajoutant de l'eau-de-vie de vin pure. C'est la naissance du produit sous sa forme actuelle, très vite apprécié en Europe.
L'engouement outre-Manche pour les vins du Douro conduit à des abus altérant la qualité des produits. En 1756, le marquis de Pombal, ministre du roi Joseph Ier, crée par décret royal la Compagnie Générale de l’Agriculture des Vignes du Haut-Douro et prend la décision de délimiter la zone de production du vin de Porto, comme pour le Chianti et le Tokay quelques années plus tôt, mais aussi d'en réglementer la commercialisation et l'élaboration par un cahier des charges, posant ainsi les fondations du concept d'« appellation d'origine »,,. Le règlement prévoyait entre autres de mettre en place des aires de vinification et de créer un cadastre des rives du Douro. Une classification basée sur un système de points divisait la production du porto en six catégories, les facteurs pris en compte étant le climat, le sol, l'inclinaison des parcelles, l'altitude, le rendement ainsi que l'âge des vignes. Les cépages furent également divisés en catégories, au nombre de trois.
Les fûts de porto devaient être transportés par bateau (les rabelos) jusqu'à Vila Nova de Gaia, où se trouvaient les principales sociétés de vente de porto. Ces bateaux ne servent plus aujourd'hui mais peuvent toujours être observés sur le cours du fleuve.
Le Royaume-Uni est de nos jours encore un des plus gros consommateurs de porto et les Britanniques ont joué un rôle important en tant que propriétaires de sociétés de porto. Les grandes sociétés sont : Cálem, Ferreira, Real Companhia Velha, Messias, Graham's, Barros, Quinta do Noval, Sandeman, Taylor's, Fonseca, Niepoort. La majorité des caves de porto fait partie de grands consortiums internationaux et il reste peu de sociétés familiales d'origine portugaises. Le porto est, à l'instar du cognac ou du champagne en France, principalement un produit d'exportation.

## Géographie

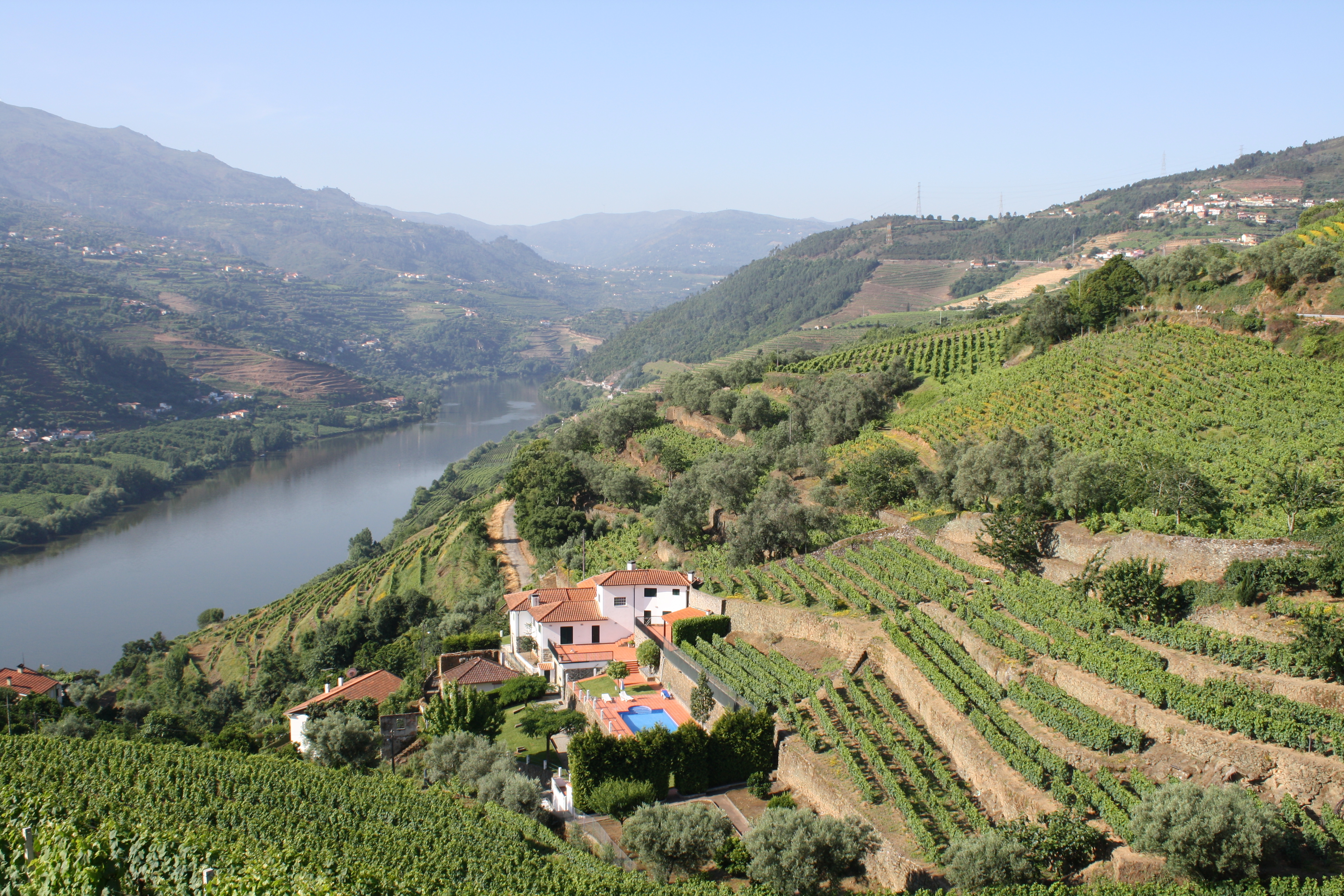
Vignoble de porto dans la vallée du Douro.

### Terroir
La vigne est cultivée sur des coteaux schisteux qui reposent sur un sous-sol granitique. Le sol est d'une telle pauvreté en matières organiques et d'une telle aridité que peu de plantes peuvent y pousser. La culture est effectuée sur des terrasses accrochées à des falaises abruptes qui se jettent dans la vallée du Douro.

### Climat
La région sous appellation contrôlée a un climat de type méditerranéen (Csb) assez contrasté avec des différences de température plus marquées que dans la ville de Porto car elle se trouve à l'intérieur des terres. Il y fait plus chaud et plus sec en été, les températures records pouvant approcher les 40 °C, mais les nuits restent fraîches (env. 14 °C). Cependant, en hiver, il n'est pas rare qu'il y neige et qu'il gèle.
| Mois                              | jan.  | fév. | mars | avril | mai  | juin | jui. | août | sep. | oct.  | nov.  | déc.  | année   |
| --------------------------------- | ----- | ---- | ---- | ----- | ---- | ---- | ---- | ---- | ---- | ----- | ----- | ----- | ------- |
| Température minimale moyenne (°C) | 2,8   | 3,6  | 5,7  | 6,8   | 9,4  | 12,8 | 14,3 | 14,8 | 12,6 | 10    | 5,8   | 3,4   | 8,5     |
| Température moyenne (°C)          | 6,3   | 7,9  | 10,8 | 12    | 14,9 | 19,2 | 21,3 | 21,7 | 18,5 | 14,4  | 9,4   | 6,8   | 13,6    |
| Température maximale moyenne (°C) | 9,7   | 12,2 | 15,8 | 17,1  | 20,4 | 25,5 | 28,2 | 28,6 | 24,4 | 18,9  | 12,9  | 10,1  | 18,6    |
| Précipitations (mm)               | 141,9 | 79,2 | 82,9 | 86,2  | 70,7 | 33,7 | 15,1 | 26,5 | 54,8 | 140,5 | 129,4 | 162,3 | 1 023,2 |

## Zones viticoles
La région de la vallée du Douro comprend une large bande de schistes et de granites précambriens. Commençant autour du village de Barqueiros (environ 70 km en amont de Porto), la vallée s'étend vers l'est presque jusqu'à la frontière espagnole. La région est protégée des influences de l'océan Atlantique par les montagnes de Serra do Marão. Il y a un total d’environ 33 000 vignerons dans la région du Douro dont 80 % possèdent moins de 0,5 hectare. La zone est subdivisée en trois zones officielles :
- le Baixo (inférieur) Corgo : La zone la plus à l'ouest située en aval de la rivière Corgo, centrée sur la municipalité de Peso da Régua. Cette région est la zone de production du porto la plus humide, avec une moyenne annuelle de 900 mm et la température moyenne la plus froide des trois zones. Les raisins cultivés ici sont principalement utilisés pour la production de portos ruby et de tawny peu coûteux[4]. Le Baixo Corgo, malgré sa petite taille, est le plus grand site de concentration en viticulture, avec 33 % de surface cultivée (environ 14 500 hectares de vignes). En effet, cette zone est à l’origine historique de la viticulture dans le Douro puisqu’elle était facilement accessible par voie navigable du point de production au point d’expédition plus en aval[5],.
- le Cima (supérieur) Corgo : Située en amont du Baixo Corgo, cette région est centrée sur la ville de Pinhão (municipalité d’Alijó). La température moyenne estivale de la région est de quelques degrés plus élevée et les précipitations annuelles inférieures de 200 mm environ. Le Cima Corgo est le cœur de la région viticole avec environ 20 000 hectares de vignes. Cette zone offre les vins de Porto dont les noms et les marques sont les plus reconnues et les plus belles quintas présentes[5]. Les raisins cultivés dans cette zone sont également considérés comme étant de meilleure qualité et sont utilisés dans les assemblages de Porto Vintage, Reserve, Old Tawny et Late Bottled Vintage[4].
- le Douro Superior : La zone la plus orientale, s’étendant presque jusqu’à la frontière espagnole. Le Douro Supérieur représente la plus petite partie viticole de l’immense zone du Douro car seulement 10 000 hectares sont utilisés pour la viticulture[5]. C'est en effet la région la moins cultivée du Douro, en partie à cause des difficultés de navigation sur le fleuve après les rapides de Cachão da Valeira. C'est la région la plus aride et la plus chaude du Douro. Le terrain dans son ensemble est relativement plat et présente une potentialité de mécanisation[4].

## Encépagement
Le porto est par définition un vin d'assemblage. Il y a encore peu, les différentes variétés qui rentraient dans la composition du porto n'avaient pas grande importance. À l'époque[Quand ?], environ une cinquantaine de variétés de raisins noirs et blancs étaient admises et une vingtaine recommandées par les autorités.
Parmi ces variétés recommandées, six sont reconnues par la plupart des négociants comme affichant des qualités de tout premier ordre :
- le touriga nacional : Le plus beau de tous les raisins à l’origine des portos rouges, ce cépage vigoureux mais à petits rendements, porte des baies bleues noires de petite taille. La faiblesse des rendements est compensée par la puissance et la qualité du jus obtenu. Sombre et très concentré, le vin issu du Touriga Nacional est caractérisé par un arôme intense de fruits rouges. Sa bouche parfaitement harmonieuse révèle d’énormes réserves de fruit qui s’équilibrent avec la structure tannique imposante mais souple. Cette puissance alliée à l’équilibre fait du Touriga Nacional une composante essentielle des vins de porto de qualité supérieure. Moyennement sensible aux maladies cryptogamiques, ce cépage se plaît particulièrement dans les sols chauds et arides du Alto Douro. Presque toujours considérée comme le meilleur cépage du porto, le Touriga Nacional préfère les situations chaudes mais n’est jamais très producteur. Des clonages sont en cours visant à accroître le rendement de 15 % et le taux de sucre de 10 %. Le clone, le plus réussi jusqu’à présent est le R110[6],[7].
- la touriga franca (ou touriga francesa) : Ce cépage de la famille des tourigas n’a aucun lien avec la tinta francisca (en), qui appartient à la famille des tintas. Selon Bruce Guimaraens, des firmes Fonseca et Taylor’s, ce cépage de grande qualité est précieux pour combler les espaces entre les vignes qui aiment la chaleur et celle qui préfèrent la fraîcheur. Il donne du bouquet à un assemblage. Plus grand producteur que le Touriga Nacional, ce cépage fournit des vins un peu plus délicats de teinte légèrement plus claire. Son atout principal repose sur la qualité richement parfumée de son vin dont le parfum fin et intense embaume l’assemblage[6],[7].
- le tinta roriz : Ce cépage n’appartient pas vraiment à la famille des tintas et on l’appelle parfois simplement roriz. Il s’agit en fait du célèbre cépage espagnol tempranillo, qui joue un rôle primordial dans la Rioja. C’est le seul des cinq cépages classiques à l’origine du porto qui ne soit pas originaire du Portugal. Il aime la chaleur et s’épanouit surtout dans les premiers rangs, bien ensoleillés, des vignobles en terrasses orientés au sud ou à l’ouest. Ses grains ont une pellicule épaisse; ils sont foncés, juteux, très sucrés et peu acides, et donnent beaucoup de couleur et de tanins dans les assemblages. D’une générosité étonnante même dans les conditions les plus arides, il fournit un vin robuste de caractère viril qui apporte une solide structure tannique à l’assemblage. Le vin issu de Tinta Roriz se remarque souvent à son nez résiné. Certains l’estiment supérieur au Touriga Nacional[6],[7].
- le tinta cão (ou red dog) : Ce cépage peut apporter de la complexité et de la finesse à un assemblage. Il aime les situations assez fraîches et doit être palissé sur fil de fer pour donner une récolte satisfaisante. Avec les méthodes de cultures traditionnelles, le rendement faible et les viticulteurs n’aiment pas trop le cultiver. La survie du Tinta Cão dépendra de la volonté des négociants à la maintenir dans leurs grands domaines. C’est peut-être le plus ancien des « cinq majeurs», il est possible que le Tinta Cão fût déjà présent dans cette vallée au XVIe siècle et même avant. Privilégiant la qualité plutôt que la quantité, les rendements limités fournissent un vin d’une finesse exceptionnelle. Si les tourigas apportent des arômes intenses de fruits rouges, le Tinta Cão apporte sa propre complexité aromatique. Avantage non négligeable dans l’élaboration des vins de portos, les vins issus de Tinta Cão sont d’une longévité peu commune[6],[7].
- la tinta barroca : Ce cépage donne un vin assez précoce, utile pour élaborer les portos destinés à être bus plutôt jeunes ou pour adoucir des vins trop tanniques ou trop typés. Comme le Tinta Cão, il préfère les situations fraîches, en particulier les coteaux exposés au nord. Relativement nouveau venu dans la vallée du Douro où il n’est cultivé que depuis 100 ans, le Tinta Barocca est apprécié pour ses rendements élevés et les arômes fleuris de ses vins. Pour certains il s’agirait même de l’un des trois meilleurs plants du Douro. Grâce à sa résistance au froid, ce cépage aux grappes volumineuses est d’habitude cultivé sur des collines exposées au nord. Le vin issu du Tinta Barocca est corsé, avec un arôme fleuri qui contraste avec les parfums plus fruités des cépages précédents. Il peut s’avérer particulièrement utile pour assouplir l’assemblage. Si la qualité de ses vins est variable selon les conditions viticoles, le Tinta Barocca est néanmoins une innovation bienvenue[6],[7].
- la tinta amarela (ou trincadeira) : Ce cépage de qualité, très productif, donne des fruits foncés. Sensible à la pourriture, il est cultivé de préférence dans les lieux les plus chauds et les plus secs. Le Tinta Amarela prend une importance croissance depuis quelques années[6].

## Institutions régulatrices des vins de Porto
Tout au long de leur histoire, les vins de Porto ont été réglementés par différentes organisations corporatistes et institutionnelles avec chacune des missions spécifiques (commerce, production, promotion, stockage…). Si l’Institut des Vins du Douro et de Porto (IVDP) est aujourd’hui l’institution phare, cela n’a pas toujours été le cas et le chemin a été long.

### Compagnie générale de l’agriculture des vignes du Haut-Douro
Cette compagnie créée par décret royal en 1756 par le marquis de Pombal, ministre du roi Joseph Ier, marque l’émergence de la première région viticole délimitée et réglementée au monde, et pose les fondations du concept d'« appellation d'origine »,. Cette décision s'explique par l'engouement outre-Manche pour les vins du Douro, conduisant alors à des abus altérant la qualité des produits.

### Entrepôt de Gaia
L’entrepôt voit le jour par un décret du 31 juillet 1926, à la suite d"une vieille revendication des viticulteurs. Cet entrepôt servira de succursale de la région productrice de Porto, laquelle exercera un contrôle et une surveillance rigoureuse des stocks afin d’empêcher le stockage, le transit, le commerce ou l’expédition de vins issus d’autres régions. Toutes les entreprises commercialisant des vins de Porto se voient dans l’obligation d’y faire vieillir leurs vins. Ce décret met donc fin à la commercialisation des vins de Porto depuis le Douro par les producteurs.

### Maison du Douro
En 1932, le nouveau régime en place créé la Fédération syndicale des viticulteurs de la région du Douro (Casa do Douro), organisme visant à protéger et à discipliner la production. La création de l’Institut du vin de Porto en 1933 réduira ses compétences décisionnelles et notamment celles de fixer le volume du moût à fortifier et la fixation des prix. Néanmoins, le décret du 30 avril 1940 lui concédera des pouvoirs supplémentaires pour mettre à jour le cadastre, en distribuer le moût, approvisionner les producteurs en eaux-de-vie, contrôler le vin produit dans la région du Douro et délivrer les documents pour le transport des vins vers l’entrepôt de Gaia.

### Hanse des exportateurs
En 1933, la corporation de la Hanse des exportateurs (Grémio dos Exportadores) est créée pour discipliner le commerce autour des vins de Porto, tout commerçant étant tenu de s’y inscrire. Elle sera supprimée le 17 novembre 1975 pour laisser place à l’Association des exportateurs de vin de Porto, rebaptisée Association des entreprises de vin de Porto en 1995.

### Association des producteurs-embouteilleurs de vin de Porto
En 1986, l’Association des producteurs-embouteilleurs de vins de Porto voit le jour et permet aux producteurs de la région du Douro de vendre et d’exporter directement le vin de Porto qu’ils produisaient et embouteillaient dans la région du Douro, ce qu’ils ne pouvaient plus faire depuis 1926. Cette initiative découle directement des nouvelles exigences liées au secteur viticole et à l’entrée du Portugal le 1er janvier 1986 dans la Communauté économique européenne (CEE).

### Commission interprofessionnelle de la région délimitée du Douro
En 1995, les statuts de la Commission interprofessionnelle de la région délimitée du Douro (CIRDD) sont acceptés par décret et permettront à la Commission d’assurer l’organisation et le contrôle de la production et de la commercialisation des vins AOC de la région. Elle est composée de moitié par des représentants de l’exploitation agricole et par moitié de représentants du commerce. En 2003, la Commission disparaît et est remplacée par un conseil interprofessionnel inséré au sein de l’Institut des vins de Porto et du Douro.

### Institut des vins du Douro et de Porto
Dénommé « Institut du vin de Porto » par l’État lors de sa création en 1933, il a initialement pour but de le représenter dans le secteur et de superviser et arbitrer les relations entre la Maison du Douro et la Hanse des exportateurs. Sa mission consistait aussi à assurer la qualité du produit, promouvoir les vins à l’étranger et veiller à la défense de la marque. En 2003, l’Institut fusionne avec la CIRDD pour former l’Institut des Vins du Douro et de Porto (IVDP).
L’IVDP est un institut public de nature interprofessionnelle. Il relève de l’administration indirecte de l’État et est doté d’une autonomie administrative et financière ainsi que d’un patrimoine propre. L’État détient les compétences relatives à la certification des vins de la région démarquée du Douro et à la discipline du secteur, qu’il s’agisse de surveillance et de contrôle ou de pouvoir de sanction. Le conseil interprofessionnel détient, pour sa part, toutes les responsabilités ayant trait à la gestion et à la coordination de la vitiviniculture dans le Douro.

## Classification des parcelles
En 1932, la Casa do Douro, l'association des viticulteurs du Douro, a eu pour mission d’enregistrer toutes les parcelles de vignes de la région délimitée du Douro. Dans les années 50, toutes les données qualitatives et quantitatives recueillies au cours des décennies précédentes dans les différentes zones du Douro, ont permis la mise en place d’une méthodologie pour classifier qualitativement les parcelles.
Cette méthode appelée « Méthode de Notation Moreira da Fonseca » se base sur 3 critères principaux : le climat, le sol et les conditions de culture. Ces critères sont subdivisés en paramètres avec pour chacun une note minimum et une note maximum pouvant être attribuées, :
| Critères principaux   | Paramètres                    | Notes   | Notes   | %      | Amplitude | %      | Commentaires |
| Critères principaux   | Paramètres                    | minimum | maximum | %      | Amplitude | %      | Commentaires |
| --------------------- | ----------------------------- | ------- | ------- | ------ | --------- | ------ | --- |
| Climat                | Localisation                  | -50     | 600     | 34.07  | 650       | 19.76  | La région du Douro est découpée en 5 sections, qui sont elles-mêmes découpées en secteurs, qui peuvent également être subdivisés en sous-secteurs. Chaque secteur (ou, le cas échéant, chaque sous-secteur), indépendamment de la section, permet l'attribution d'un nombre de points différent en fonction de l'implantation géographique de la parcelle. |
| Climat                | Altitude                      | -900    | 240     | 13.63  | 1140      | 34.65  | Les vignobles à plus basse altitude sont préférés. |
| Climat                | Exposition                    | -30     | 100     | 5.68   | 130       | 3.95   | Les parcelles les mieux exposées (plein sud) sont les plus valorisées. |
| Climat                | Abri au vent                  | 0       | 60      | 3.41   | 60        | 1.82   | Les vignobles les plus abrités des vents du nord sont préférés. |
| Sous totaux           | Sous totaux                   | -980    | 1000    | 56.79  | 1980      | 60.18  | |
| Sol                   | Nature du sol                 | -400    | 100     | 5.68   | 500       | 15.20  | Les vignobles avec des sols schisteux sont préférés à ceux composés de granit majoritairement. |
| Sol                   | Inclinaison                   | 1       | 101     | 5.74   | 100       | 3.04   | Les vignobles plantés sur des pentes plus abruptes sont préférés. |
| Sol                   | Pierrosité/Empierrement       | 0       | 80      | 4.54   | 80        | 2.43   | Les parcelles les plus empierrées sont favorisées. |
| Sous totaux           | Sous totaux                   | -399    | 281     | 15.96  | 680       | 20.67  | |
| Conditions de culture | Cépages cultivés              | -150    | 150     | 8.52   | 300       | 9.12   | Les vignobles plantés avec les cépages officiellement reconnus comme étant recommandés et « très bons » pour la production de porto, tels que Touriga Nacional, Touriga Francesa et Tinta Roriz, sont favorisés. |
| Conditions de culture | Cadre et conduite de la vigne | 0       | 100     | 5.68   | 100       | 3.04   | Tous les vignobles qui sont conformes aux dispositions du paragraphe 1 de l’article 6 du décret n° 254/98 du 11 août, bénéficieront d'une attribution de 100 points. |
| Conditions de culture | Âge de la vigne               | 0       | 60      | 3.40   | 60        | 1.82   | Les vignes âgées (plus de 25 ans) sont mieux valorisées en raison de leurs rendements naturellement plus faibles et de leurs raisins plus concentrés. |
| Conditions de culture | Densité                       | 0       | 50      | 2.84   | 50        | 1.52   | Le respect des densités de plantation, défini par l'article 6 du décret n° 254/98 du 11 août, permet l'obtention de 50 points supplémentaires pour la parcelle concernée. |
| Sous totaux           | Sous totaux                   | -150    | 360     | 20.44  | 510       | 15.50  | |
| Productivité          | Productivité                  | 0       | 120     | 6.81   | 120       | 3.65   | Les vignes ayant une propension à des rendements plus faibles sont préférées. Ce paramètre n'est affecté à aucun critère car il est considéré comme étant une résultante de l'ensemble des paramètres. |
| TOTAUX                | TOTAUX                        | -1529   | 1761    | 100.00 | 3290      | 100.00 | |

Chaque parcelle reçoit une note pour chacun des 12 critères. Les notes sont additionnées et les parcelles sont ensuite classées de A à I en fonction de la notation totale obtenue, :
- Parcelles classées A : plus de 1200 points ;
- Parcelles classées B : de 1001 à 1200 points ;
- Parcelles classées C : de 801 à 1000 points ;
- Parcelles classées D : de 601 à 800 points ;
- Parcelles classées E : de 401 à 600 points ;
- Parcelles classées F : de 201 à 400 points ;
- Parcelles classées G : de 1 à 200 points ;
- Parcelles classées H : de -200 à 0 points ;
- Parcelles classées I : de -400 à -201 points.

Les parcelles classées A sont l’équivalent du grand cru. Ces parcelles sont celles étant situées au bord du Douro, plantées sur un sol schisteux assurant une croissance optimale des cépages, orientées plein soleil pour une maturation régulière et ayant une inclinaison forte pour un bon drainage, les cépages recommandés et des vignes âgées de plus de 25 ans. Celles classées G, H ou I n'ont pas l'autorisation de vinifier des vins de Porto.

## Système du «benefício»
Chaque année, l'IVDP détermine le « benefício » c'est-à-dire la quantité totale de vin de Porto qui pourra être produite. Cette quantité est déterminée en fonction des ventes et des stocks encore existants. Plus les ventes augmentent, plus la quantité autorisée augmente et inversement, le but étant de réguler la production tout en contrôlant la qualité.
La classification apparaît donc primordiale pour les viticulteurs et les producteurs puisque en fonction de la classification de la parcelle, seul un pourcentage de la récolte pourra être utilisé pour la production de vin de Porto. Néanmoins, si le « benefício » est vraiment réduit, les producteurs peuvent « racheter » celui d'autres exploitants afin de pouvoir récolter plus. C'est notamment le cas des exploitations ayant les meilleurs terrains.
Par exemple, pour les vendanges de 2015, 111 000 fûts de 550 litres (appelés pipas) ont été autorisés à la production de vins de Porto, soit 61 050 000 litres de vins de Porto. Cette quantité est répartie sur les parcelles selon leurs classifications et autorise une quantité maximum de moût de raisin pouvant être réalisée dans le cadre de l’élaboration de vin de Porto dans une parcelle donnée. Le raisin restant est utilisé dans la production de vin du Douro.
| Classification | Coefficient (%) | Litres/hectare |
| A              | 100 %           | 2051           |
| B              | 98,4 %          | 2018           |
| C              | 90,0 %          | 1846           |
| D              | 87,5 %          | 1795           |
| E              | 75,0 %          | 1538           |
| F              | 31,0 %          | 636            |
| G              | 0 %             | 0              |
| H              | 0 %             | 0              |
| I              | 0 %             | 0              |

Si par le passé la quasi-totalité des bons raisins étaient utilisés dans la production de vins de Porto, on constate aujourd’hui une tendance à l’équilibre avec une répartition des meilleurs raisins, tant dans les vins de Porto que dans les vins du Douro. Ceci explique l’incroyable amélioration des vins d’appellation d’origine contrôlée « DOC Douro » et l’apparition de nouveaux vins tranquilles tout à fait exceptionnels depuis quelques années.

## Élaboration
Elle commence avec les vendanges, effectuées dans des conditions particulièrement pénibles en raison de l'étagement du vignoble en de multiples terrasses accessibles uniquement à pied et par de fortes chaleurs. Et c'est aussi avec les pieds que s'effectuait autrefois le foulage du raisin, dans les lagares, ces grands cuviers naturels en granit qu'on trouve encore dans les quintas les plus traditionnelles et qui sont toujours utilisés pour la fermentation des meilleures catégories de « rubis » Vintages et LBV.
En cours de fermentation, on ajoute au moût sucré une quantité (environ 100 l d'alcool pour 400 l de vin) d'une eau-de-vie de vin le « brandy », titrant 77 % d'alcool. Le moment est crucial pour l'avenir du porto : trop tôt, et le vin sera lourd et pâteux, trop tard, il manquera de fruit et de rondeur. Nommé le mutage, cette opération a pour avantage de stopper la fermentation primaire, conservant du sucre au vin (ce qui apporte rondeur et fruité) pour lui éviter de devenir trop sec ou trop âpre ; elle renforce aussi son aptitude au vieillissement, lui conférant un corps plus puissant et un bouquet bien plus riche.
Le mutage terminé, le vin entre dans une période de sommeil qui dure tout l'hiver, lui permettant de se clarifier sous l'action du froid, grâce à des soutirages successifs. Le printemps venu, le porto quitte les quintas, à destination des chais des négociants. Selon sa qualité, il va entamer un vieillissement plus ou moins long, en foudres (de 20 000 à 100 000 litres), en barriques de 550 l, en bouteilles, ou selon une méthode mixte.

## Différents types de porto
Tous les vins de Porto se répartissent suivant 4 grandes familles, le style Ruby, le style Tawny et les Blancs auxquels les Rosés sont venus s'ajouter récemment. Les styles Tawny et Ruby sont exclusivement réalisés à partir de cépages de raisins rouges alors que les Blancs sont élaborés à partir de cépages de raisins blancs.

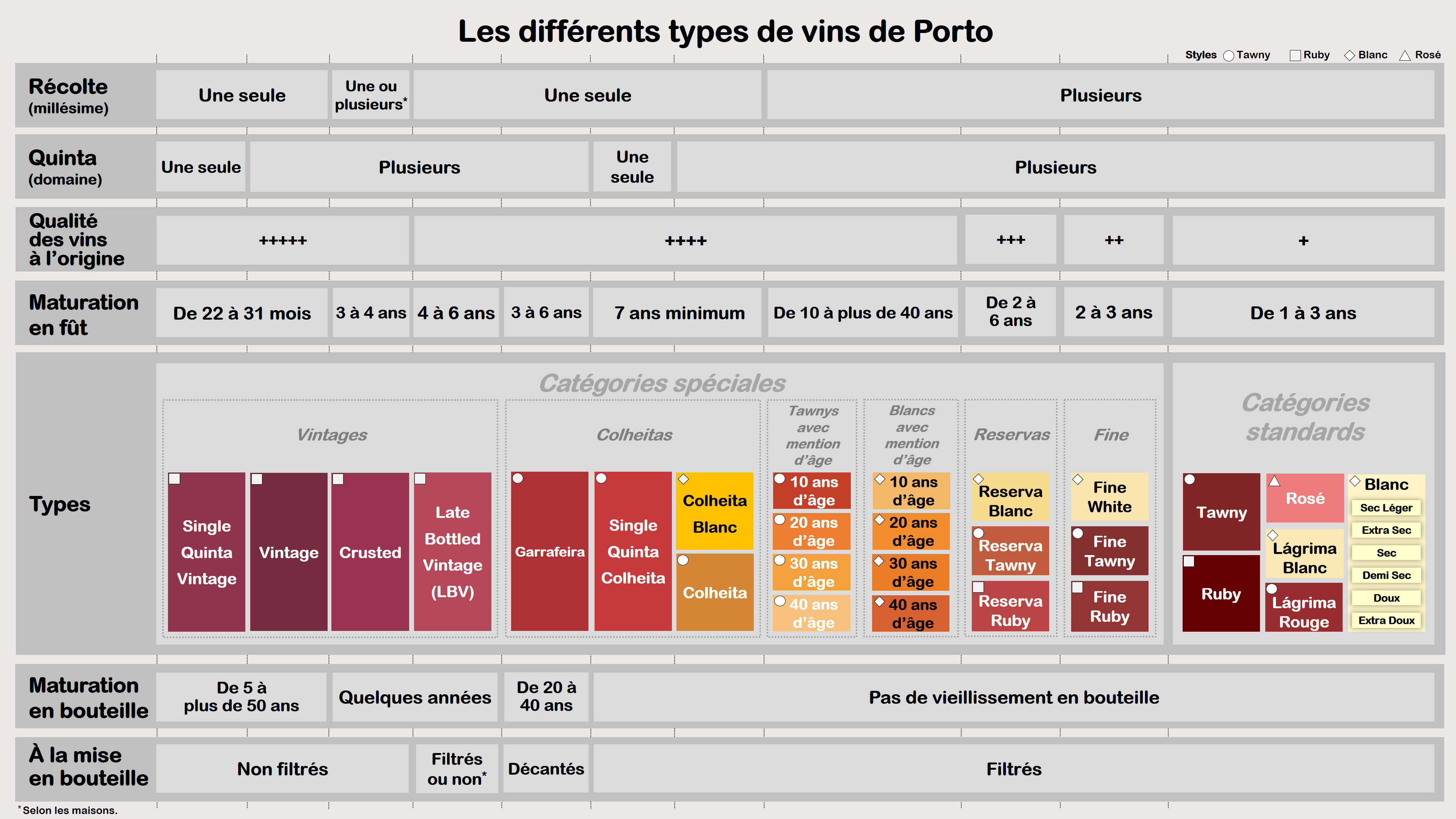
Les différents types de vins de Porto

### Portos rouges
Les vins de Porto rouges se répartissent en deux catégories principales: les ruby, qui mûrissent en bouteille, et les tawny, qui mûrissent en fûts. Ces vins peuvent en effet avoir été exposés ou non à une oxydation durant leur élevage. De là, on distingue les portos « oxydatifs » — qui se sont oxydés — des portos « réductifs ».

#### Portos Ruby
Ces portos dits réductifs ont été élevés à peu près complètement à l'abri de l'air dans des fûts, cuves ou foudres pouvant contenir jusqu'à 35 000 litres. Grâce à leur faible oxydation, les Ruby conservent leurs arômes fruités (mûre et prune) et leur couleur rubis foncé et mettent en valeur le terroir sur lequel ils sont produits. Sensibles à l'oxydation, ils doivent donc être bus rapidement une fois la bouteille ouverte. En ordre croissant de qualité, les types de porto Ruby sont les suivants :
Ruby : Le Ruby (sans autre indication) est le vin de Porto le plus produit et le moins cher. C'est un assemblage de différents millésimes avec un âge moyen de trois ans. Ce vin est effectivement composé d'un mélange de vins jeunes qui passent entre deux et six ans en fût avant d'être embouteillés et vendus. Il conserve plus ou moins sa couleur rouge vif d'origine qui lui confère son nom. Ce porto est donc très fruité, conserve une vivacité de vin jeune et doit être bu à l'achat.
Fine Ruby : C’est un vin obtenu par un assemblage de vins différents qui contribue à apporter au Porto une complexité d’arômes et de saveurs, ce qui lui confère des caractéristiques organoleptiques de qualité. C’est un Ruby de qualité et représente un compromis entre le Ruby et le Ruby Reserva.
Reserva Ruby ou Ruby Reserve : Les lots de vin utilisés dans la production de Ruby Reserva font l'objet d'une sélection plus rigoureuse que ceux utilisés pour les Ruby. Les Ruby Reserva sont généralement plus aromatiques, fruités et ont une structure plus robuste, plus concentré et plus complexe que le Ruby. Il constitue le moyen le moins coûteux de se faire une idée du goût d’un porto vintage. C'est l'un des meilleurs rapport qualité/prix des vins de Porto. Les étiquettes peuvent porter des termes tels que Vintage Character, Special ou Finest. Le 15 juillet 2003, les mentions Vintage Character, Tipo Vintage ou Vintage style ont été abandonnées par l’IVDP et leur préfère la dénomination Reserve Ruby les considérant comme source de confusion pour le consommateur. La mention Special (ou Especial) et la mention Finest ne peuvent en aucun cas figurer ensemble sur l’étiquette. Une décision sera donc prise au moment du choix de la mention.
Crusted : À l'origine le Crusted était produit lors de l'embouteillage des vintages effectué en Angleterre. Le vintage était transporté en fûts et embouteillé sans filtration. Toutefois les fonds de barrique, pleins de dépôts, n’étaient pas mis en bouteille dans la catégorie noble des vintages. À la fin de cette opération d’embouteillage, ces fonds de barrique étaient alors rassemblés dans l'une d'elles, mis en repos pour décantation, et ce vin, qui perdait son appellation de vintage, était embouteillé pour le plaisir du personnel de cave. On l'appelait « vintage du pauvre ». L'obligation de mise en bouteille au Portugal a éteint cette coutume. Néanmoins deux ou trois maisons tentent de maintenir cette appellation au travers d'assemblages, non pas de vintages, mais de vins de qualité supérieure de type LBV ou de ruby sélectionnés, généralement deux ou trois. Ces vins doivent rester deux ans en fûts et trois ans en bouteille avant mise sur le marché (la date sur l'étiquette est la date de mise en bouteille, pas la date de récolte). C'est le cas des maisons Graham's et Churchill. Ils sont considérés comme une bonne alternative au cher Vintage et sont généralement prêts à boire lorsqu'ils sont achetés. Hormis le côté élitiste de ces vins, ils ne présentent pas de qualités organoleptiques exceptionnelles : on leur préférera souvent des LBV traditionnels, non filtrés. On remarquera d'ailleurs que ces mêmes maisons filtrent leurs LBV.

#### Portos Ruby avec millésime

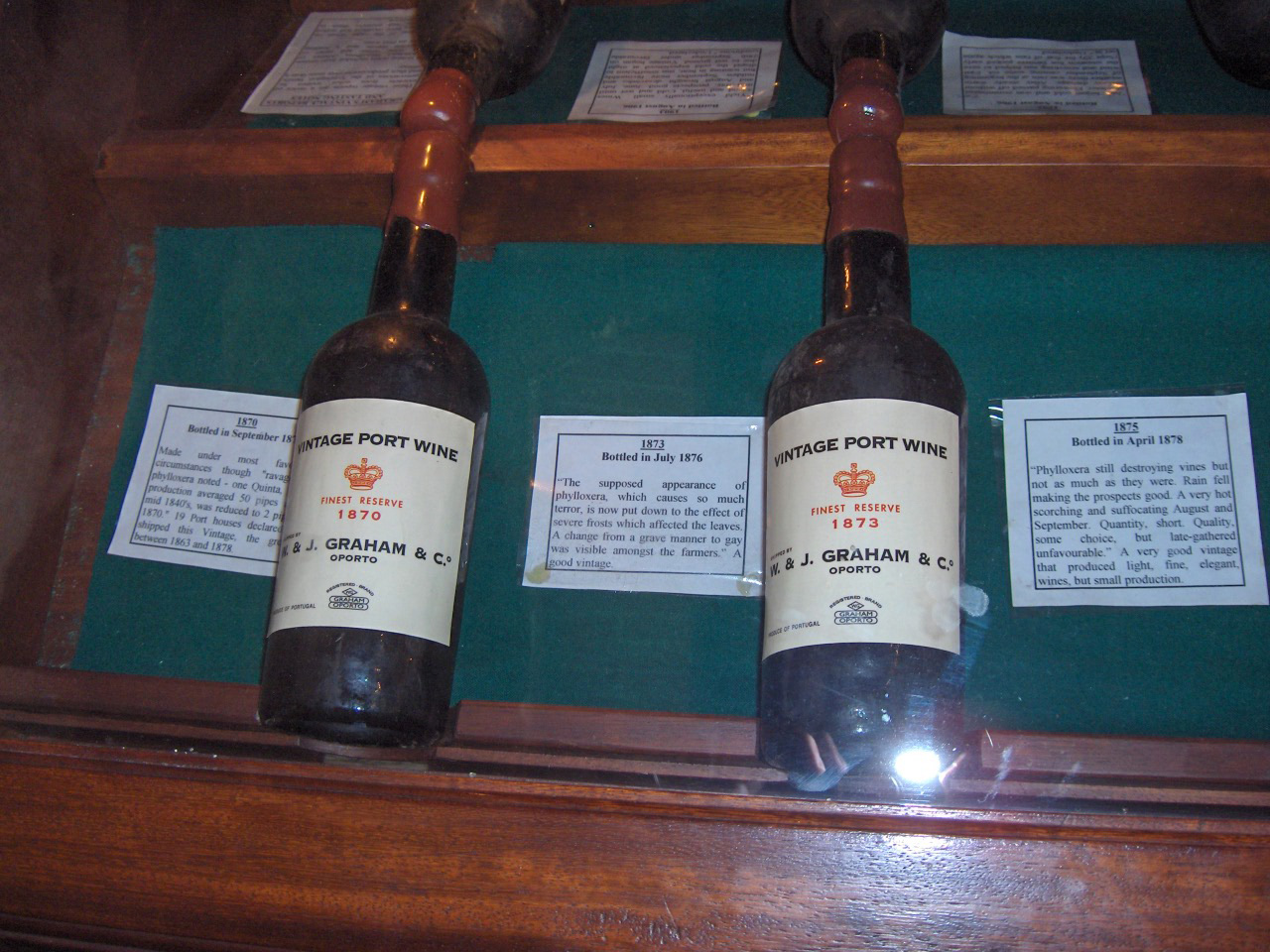
Vin de 1870 à 1873.

Late Bottled Vintage ou LBV : À l'origine, le Late Bottled Vintage est né des fûts de porto vintage invendus : les vins, ne trouvant pas preneur, restaient en barrique plus longtemps que prévu. Au fil du temps il est devenu une catégorie de porto à part entière. Bien que l’on ai des preuves de son existence auparavant, c’est en 1958 que l’IVDP a officialisé la catégorie Late Bottled Vintage. Comme leur nom l'indique, les LBV sont embouteillés plus tard que les Vintages. Issu d’un seul grand millésime, il est élevé pendant quatre à six ans en foudre ou en fût de chêne avant son embouteillage. Ce type de porto est un vin dense et corsé et plus concentré que les Ruby. Il est prêt à être dégusté dès sa mise en bouteille. Il est moins puissant qu'un vintage et n'offre pas les mêmes capacités de vieillissement en bouteille. Cependant, ils peuvent mûrir en bouteille, auquel cas ils peuvent être étiquetés comme étant Bottle Aged (vieilli en bouteille) ou Bottle Matured (mûri en bouteille). Pour obtenir l’approbation de la dénomination Late Bottled Vintage, il est nécessaire de remettre à l’IVDP entre le 1er mars et le 30 septembre à partir de la 4e année (à compter de l’année de récolte), 4 bouteilles de vin qui seront ou pas validées pour l’appellation. Les producteurs peuvent choisir de filtrer ou pas leur LBV, voici ce qui distingue ces deux types de vins :
- Non filtré - Ceux étiquetés Unfiltered n'ont pas été filtrés avant la mise en bouteille et dans ce cas il est préférable de décanter le vin à cause du dépôt formé lors de son vieillissement. Après décantation, ils doivent être consommés en quelques jours. Les bouteilles récentes sont identifiées par la mention Unfiltered ou Bottle Matured, ou les deux. Depuis la réglementation de 2002, les bouteilles portant la mention Bottle Matured doivent avoir bénéficié d'au moins trois ans de maturation dans la bouteille avant d'être commercialisées. Avant 2002, ce style était souvent commercialisé comme Traditional, une description qui n’est plus autorisée. Alors que la mention filtré n’apparaît jamais sur l’étiquette des bouteilles de Porto, la mention Unfiltered ou Traditional (dans le cas des plus vieilles bouteilles) est toujours inscrite. Le LBV non filtré sera généralement amélioré par des années supplémentaires dans la bouteille. Il peut vieillir aussi longtemps que les Portos Vintage et est très difficile à identifier en tant que LBV lorsqu'il est inséré dans les dégustations à l'aveugle de Portos Vintage.
- Filtré - Pour ce qui concerne les LBV filtrés, l’étape de décantation n’est pas nécessaire et ils peuvent donc être consommés dès l’ouverture. Le vin filtré a l'avantage d'être prêt à boire sans décantation et est généralement mis en bouteille dans une bouteille bouchée qui peut être facilement refermée. Cependant, de nombreux experts en vin estiment que cette commodité a un prix et pensent que le processus de filtration supprime une grande partie du caractère du vin. Habituellement prêts à boire dès leur sortie, les portos LBV filtrés ont tendance à être plus légers qu'un porto vintage. Les LBV filtrés peuvent s’améliorer avec l’âge, mais dans une mesure limitée.

Single Quinta Vintage : Dans les années où la qualité du vin n'atteint pas le statut Vintage, les alternatives sont la déclaration en LBV ou en Single Quinta. Ces vins sont des vintages provenant d'un seul et même domaine et sont généralement moins concentrés et complexes qu'un Vintage - et aussi un peu moins chers. Il est souvent le fleuron d'une maison, avec le colheita, mais certaines maisons commercialisent ce type de produit haut de gamme en supprimant le nom de la maison principale de l'étiquette.
Vintage : C'est le produit d'une année exceptionnelle qui provient en général des meilleurs vignobles. Le vintage est le classement le plus élevé déclaré par l'appellation et représente un très faible pourcentage des vins de Porto (environ 2 %). Après son passage en fût, il doit être embouteillé entre le 1er juillet de la 2e année et le 30 juillet de la 3e année à compter de l’année de récolte afin de conserver sa fraîcheur et tout son fruité. Contrairement aux autres portos, le porto vintage vieillit et se bonifie en bouteille. Il peut atteindre sa maturité au bout de 20 ans et parfois beaucoup plus. Tout comme les colheitas, avant de pouvoir déclarer une année vintage, il faut que le producteur ou le négociant fasse instruire sa demande auprès de l'IVDP (voir la liste des millésimes déclarés). Pour obtenir cette approbation, il faut envoyer deux ans après la récolte 4 bouteilles de vin à l’IVDP (entre les 3es semaines des mois de Janvier et Juin). Lorsque la plupart des maisons déclarent un millésime, cette année est appelée classique. Il y a généralement trois à quatre déclarations par décennie. On peut noter un fait amusant: il n’y a jamais eu de millésime classique dans une année se terminant par 9. C'est un vin de très longue garde qui doit être décanté avant d'être servi chambré. Subissant une oxydation particulièrement rapide, il doit généralement être consommé dans les 24 heures qui suivent son débouchage.

#### Portos Tawny
Typiquement, le Porto Tawny est un assemblage de cuvées, vieilli en fûts au contact de l'air. Jeunes, ils ont une couleur rouge sombre — dite ruby (voir Porto Ruby) — qui vire progressivement, au cours de leur maturation, vers des tons plus clairs de bruns, d'ambre et roux — dite tawny — sous l'effet de l'oxydation. Ces rancios voient leurs arômes évoluer et deviennent également plus complexes, avec des notes de fruits secs (noix et amande) et de bois (pain grillé, café et chocolat). C'est un vin de tous les jours, agréable à boire. Il doit être bu chambré si on veut apprécier la richesse de ses arômes. C'est le porto le plus consommé en France. Ces portos peuvent se conserver longtemps une fois la bouteille débouchée. Les Tawny, par ordre croissant de qualité, sont les suivants :
Tawny : Les vins Tawny sont les moins intéressants des portos, bien que leur qualité augmente. Généralement, ils vieillissent en moyenne trois ans en barils.
Reserva Tawny ou Tawny Reserve : Le vin de cette catégorie transitoire entre Tawny et Tawny 10 ans a passé entre six et huit ans en barrique. Ce style conserve un certain fruité et présente des notes d'oxydation issues de son passage en fût. Certaines maisons ne déclarent pas cette catégorie.
Tawny avec mention d'âge : C’est un vin obtenu par assemblage de vins de diverses années, vieillis généralement en fût de chêne afin d’obtenir des caractéristiques organoleptiques de grande qualité. L’âge mentionné sur l’étiquette correspond à la moyenne d’âge approximative des vins assemblés et peut être de 10 ans, 20 ans, 30 ans et 40 ans ou plus. Ils sont donc mis en bouteille très tardivement et l’année d’embouteillage figure sur l’étiquette. La déclaration d'âge ne s'applique pas à tous les composants du mélange. Par exemple, un Tawny de 20 ans peut inclure des millésimes de moins de 20 ans. Les mélanges sont élaborés pour conserver et démontrer le style d'une maison. Le concept est apparu dans les années 1920 et notamment grâce à la Quinta do Noval, qui fut l'un des précurseurs du Porto avec mention d’âge. Pour obtenir l’approbation de vin de Porto avec mention d’âge, il est nécessaire d'envoyer à l’IVDP six bouteilles du vin à certifier. Les arômes de ces vins évoluent vers la pelure d’orange, la noix, le café ou le chocolat.
- 10 ans d'âge : Il s’agit d’un assemblage de vins dont la moyenne est comprise entre 10 et 19 ans. Connaissant une évolution légèrement plus longue que le Porto Tawny Réserve, ces vins se ressemblent mais offrent les caractéristiques de vins ayant dix ans d’âge.
- 20 ans d'âge : Il s’agit d’un assemblage de vins dont la moyenne est comprise entre 20 et 29 ans. Avec une gamme de couleurs allant de l’ambre-rougeâtre à l'ambre-doré, ces vins associent des arômes fruités et des saveurs plus évoluées, concentrés lors du vieillissement en fûts de chêne. Ils proposent des arômes et des saveurs très intenses, un goût de vanille grillée et de fruits secs, équilibrés par de délicates notes de chêne.
- 30 ans d'âge : Il s’agit d’un assemblage de vins dont la moyenne est comprise entre 30 et 39 ans. Certains portos sont sélectionnés pour vieillir plus longtemps en fûts. L’exposition progressive à l’air concentre et intensifie le fruit initial, créant ainsi des caractéristiques plus complexes comme le miel et les épices soulignées par de profonds arômes d’abricots secs, de noisettes et de vanille.
- plus de 40 ans d'âge : Il s’agit ici d’un assemblage de vins dont la moyenne est supérieure à 40 ans. Ces vins sont merveilleusement concentrés, complexes et intenses et en raison du très long investissement, ils sont généralement coûteux.

Les vins avec une indication d'âge de 10 ans, 20 ans ou 30 ans peuvent utiliser la mention Velho (vieux) ou Old et ceux avec l'indication supérieur à 40 ans peuvent faire figurer la mention Muito velho (très vieux) ou Very old. La mention Single Quinta peut également figurer et désigne un vin d’assemblage haut de gamme de différents millésimes mais issus d’une seule Quinta.
Colheita : C'est le seul Tawny d'un seul millésime, officiellement reconnu par l'IVDP (voir la liste des millésimes déclarés.). Si on le compare à un Vintage, le Colheita restera en fût pendant au moins sept ans et sera filtré après la mise en bouteille, tandis que le Vintage restera moins de trois ans et sera mis en bouteille sans filtration. Sur l’étiquette on trouve le millésime ainsi que la date de mise en bouteille. Il est possible de trouver sur le marché des Colheitas Single Quinta, issus d'un seul domaine, ou des Colheitas 100 ans. Les vins qui, ultérieurement au vieillissement en fûts, ont été conditionnés dans un récipient en verre pour un minimum de huit ans avant d’être mis en bouteille, peuvent utiliser la mention Garrafeira. Les bouteilles en verre utilisés ont une contenance pouvant aller de 7 à 30 litres. Pour obtenir l’approbation Colheita, 6 bouteilles à faire approuver doivent être envoyées à l’IVDP, à partir du 1er septembre de la 7e année après les vendanges.

### Portos blancs

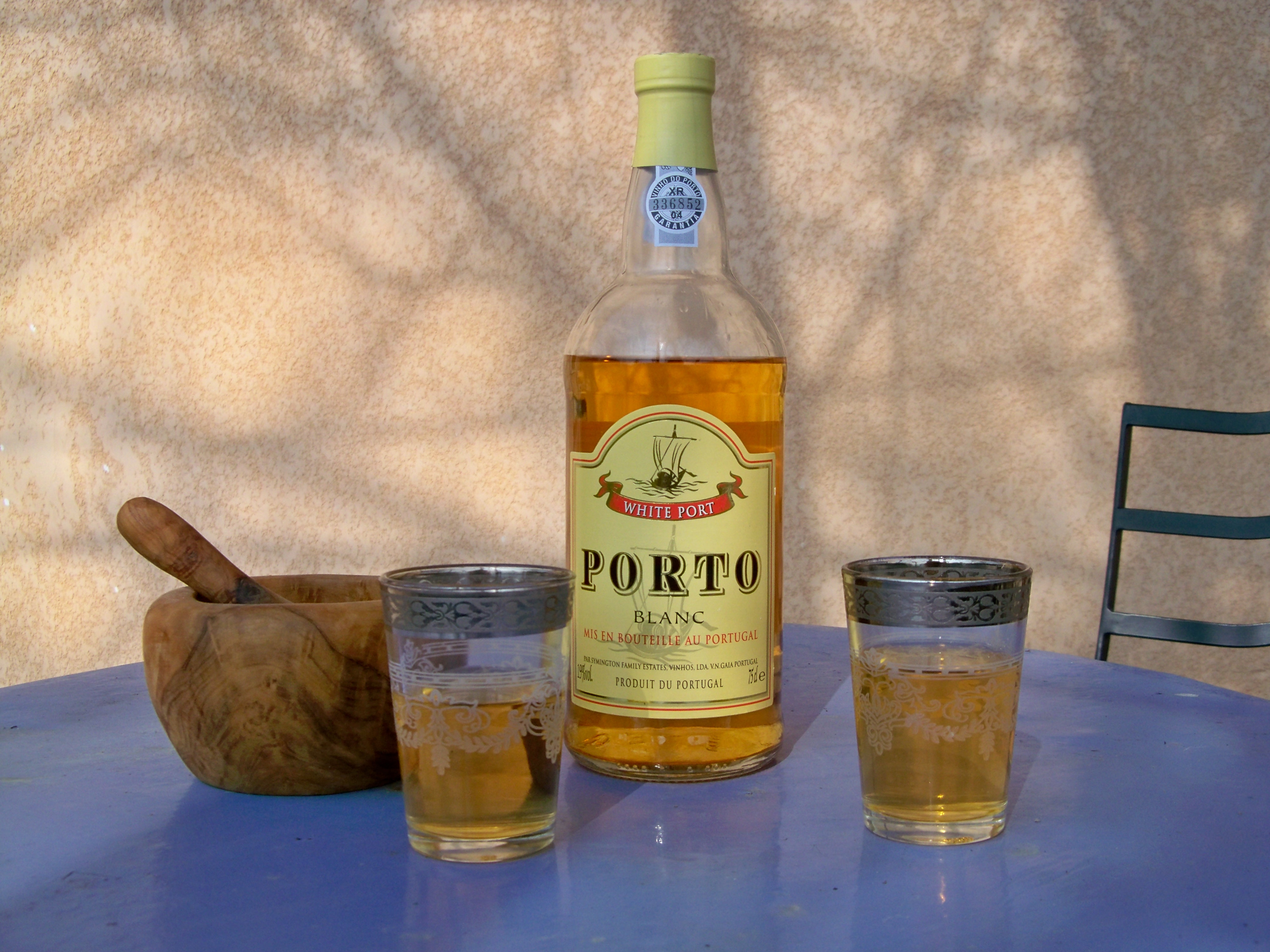
Bouteille de Porto blanc.

Le Porto Blanc se caractérise généralement par un vieillissement plutôt oxydatif, avec une longue période de macération permettant l'extraction des composés nécessaires à l’obtention de la couleur dorée et des arômes. Néanmoins, une macération moins longue peut être réalisée afin de conserver la pâleur et la fraîcheur des arômes. Il vieillit plus ou moins de temps dans des grandes cuves ou des foudres en bois suivant la catégorie de blanc désirée : Blanc classique ou Blanc Reserve. Le blanc colheita ou avec mention d'âge (10 ans, 20 ans…) passe en vieillissement dans de plus petits fûts où l'oxydation jouera son rôle. La mention colheita signifie qu'il provient d’un seul millésime. Ils sont parfois moins alcoolisés que les autres types de portos et peuvent être secs ou doux selon six variantes : extra-dry, dry, half-dry, half-sweet, sweet et Lagrima, ceci en relation avec la quantité de sucres résiduels. Toutes ces informations figurent sur l'étiquette dans la langue du pays d'importation : anglais, français et portugais pour le marché national. Seule la mention sweet, « doux » ou doce n'est pas reprise sur l'étiquette. La mention white ou fine white définit les porto blancs doux. En effet les blancs doux ayant la même quantité de sucre que les Porto Rouges, le simple fait de dire « Porto Blanc » le classe dans la catégorie des « doux ». Ils doivent être bus très frais. Il n'est pas interdit de les boire frappés ou même en long drink, allongés avec du Tonic-water (Schweppes par exemple).

### Portos rosés
Le porto rosé, lancé récemment sur le marché, est élaboré avec les mêmes cépages que pour les vins de Porto rouges. C’est le 14 février 2008, à l’occasion de la Saint-Valentin, que la maison Croft décide de commercialiser le premier porto de type rosé, le « Pink Croft ». David Guimaraens, œnologue de la maison Croft, a convaincu l'IVDP d’intégrer ce nouveau procédé et cette nouvelle couleur à la famille des vins de Porto. D'autres fabricants ont ensuite suivi ce qui a conduit, depuis 2009, l'IVDP à gérer cette variante en tant que style officiel. C'est techniquement un porto ruby, mais fermenté de la même manière qu'un vin rosé, avec une exposition limitée aux peaux de raisin. Le premier jus de presse est versé directement dans les cuves après un travail à basse température. Cela donne un vin de Porto jeune léger et frais avec une dominante fruitée. Le goût du rosé se situe entre le porto blanc et le ruby. La couleur varie du rose pâle au rose brillant. Le rosé est généralement servi frais comme un porto blanc ou utilisé comme composant dans des cocktails.

### Liste des millésimes déclarés Vintage
L'IVDP a déclaré vintage les millésimes suivants :
| 1900                 | 1910                 | 1920                        | 1930                 | 1940                        | 1950                 | 1960                        | 1970                        | 1980                                      | 1990                        | 2000                 | 2010                 |
| -------------------- | -------------------- | --------------------------- | -------------------- | --------------------------- | -------------------- | --------------------------- | --------------------------- | ----------------------------------------- | --------------------------- | -------------------- | -------------------- |
| - 1900 - 1904 - 1908 | - 1911 - 1912 - 1917 | - 1920 - 1922 - 1924 - 1927 | - 1931 - 1934 - 1935 | - 1942 - 1945 - 1947 - 1948 | - 1950 - 1955 - 1958 | - 1960 - 1963 - 1966 - 1967 | - 1970 - 1975 - 1977 - 1979 | - 1980 - 1982 - 1983 - 1985 - 1987 - 1989 | - 1991 - 1992 - 1994 - 1997 | - 2000 - 2003 - 2007 | - 2011 - 2016 - 2017 |

## Producteurs et marché

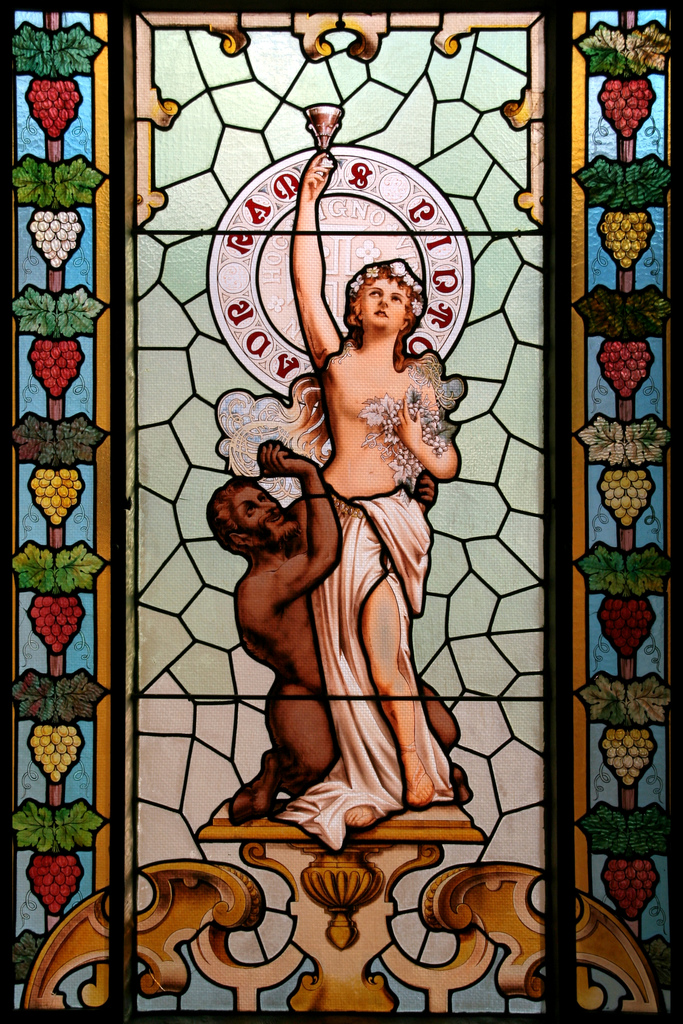
Vitrail de Bacchus, 1899, chez Ramos Pinto.

Les producteurs peuvent être répartis en trois catégories :  grandes compagnies de négociants, producteurs embouteilleurs, et caves coopératives.

### Grandes compagnies de négociants
Elles sont une quarantaine, possèdent plus de 200 marques et représentent 90 % du marché. Les porto vendus par ces compagnies sont le résultat d'assemblages de vins, achetés à des caves coopératives ou à des producteurs, produits par elles à partir de leurs propres raisins, produits par elles à partir de raisins achetés. Ces compagnies sont par exemple, Andresen, Burmester, Cálem, Croft, Cruz, Dow's, Ferreira, Fonseca, Graham's, Niepoort, Offley, Ramos Pinto, Rozès, Sandeman, Taylor's.

### Producteurs embouteilleurs
Ils produisent eux-mêmes leur porto, seulement à partir des raisins de leur propre domaine ; ils ne peuvent acheter ni vins ni raisins. Ils sont au nombre d'une quarantaine également mais ne représentent que 5 % des ventes. Les producteurs embouteilleurs sont entre autres Quinta de Baldias, Quinta da Casa Amarela, Casal dos Jordoes, Casa de Sta Eufemia, Quinta de Sta Eufemia, Quinta do Infantado, Martha's Porto, Quinta das Lamelas, Sao Leonardo, Magalhaes - Quinta dos Lagares- Quinta de Silval, Quinta da Pacheca, Quinta da Revolta, Quinta da Romaneira, Quinta de la Rosa, Quinta de Seara d'Ordens, Quinta do Tedo, Quinta do Vallado, Valriz.

### Caves coopératives
On  les trouve dans chaque village de la région du Douro. Ces caves produisent du porto à partir des raisins apportés par les habitants du village qui possèdent quelques pieds de vigne ou de petites propriétés sans contrat avec des compagnies. Il y a 33 000 propriétaires de vignes pour 30 000 hectares de vignes dans le Douro. Ces caves vendent leur porto aux grandes compagnies, mais également en vente directe. On y trouve Alijo, Mesao Frio.

#### Internet
- Instituto dos Vinhos do Douro e do Porto

#### Vidéos
- [vidéo] « La vallée du Douro, d'où jaillit le Porto », François Vives (réalisateur), dans Invitation au voyage sur Arte, 2018, 13 min.
- [vidéo] « Porto : genèse et adaptation des paysages d'un vin généreux », Philippe Roudié et Jean Jimenez (auteurs) sur Université Virtuelle Environnement et Développement Durable [UVED], 25 novembre 2015, 18 min.
- [vidéo] « Le Porto », dans Vins à la carte sur Arte, 2005, 27 min.
- [vidéo] « Les Vins de Porto - Le style Ruby », C. & J.M. Coulier (auteurs), Dominique Laporte (présentation), sur Institut des Vins du Douro et de Porto [IVDP], 2015, 3 min.
- [vidéo] « Les Vins de Porto - Le style Tawny », C. & J.M. Coulier (auteurs), Dominique Laporte (présentation), sur Institut des Vins du Douro et de Porto [IVDP], 2015, 3 min.
- (en) [vidéo] « Discover Port », Aaron Berardi (réalisateur) sur Liquor Control Board of Ontario [LCBO], 2000, 27 min.
- (en) [vidéo] « How Port is made » sur Discover the Origin Web TV, 18 février 2013, 3 min.